# Magyar Kommunista Párt
A Magyar Kommunista Párt (MKP) 1944 októberében, a szovjet csapatok bevonulását követően újjáalakult kommunista párt volt, amely ténylegesen csak 1944. november 5-én jött létre Szegeden.

## Alapítók
A pártot a Szovjetunióból, Rákosi Mátyás javaslatára hazaküldött emigráns kommunisták (köztük Gerő Ernő, Nagy Imre, Révai József) hozták létre Szegeden, 1944 november 5-én, önmagukat ideiglenes Központi Vezetőségnek nyilvánítva. Budapest ostroma alatt a Magyarországon illegalitásban működő KMP tagjai (köztük Horváth Márton, Kiss Károly, Kádár János, Péter Gábor) 1945 január 19-én üléseztek először magukat Központi Bizottságnak nevezve. A Központi Vezetőség ekkor már Debrecenben működött a Szövetséges Ellenőrző Bizottság mellett, és Budapest bevétele után is még egy darabig ott működött Gerő vezetésével, mielőtt Rákosi Mátyás visszatért és az MKP főtitkára lett 1945 februárjában. A Budapesti vezetőséget Rákosiék csak addig tűrték meg, amíg ők oda nem költözhettek. A Központi Vezetőség megkezdte a párt szervezeteinek kiépítését, és kidolgozta akcióprogramját (Magyarország demokratikus újjáépítésének és felemelkedésének programja), amelynek antifasiszta és demokratikus jellege miatt az újjászerveződő németellenes, demokratikus pártok is elfogadtak. Az MKP vezetői tevékenyen közreműködtek az új kormány megalakításában és az Ideiglenes Nemzetgyűlés összehívásának előkészítésében.

## A párt programja
Az MKP az ország újjáépítését és demokratikus átalakítását tűzte ki célul, földreformot ígért és a vasút teljes helyreállítását. A kommunisták minden, a náci Németországgal együttműködő háborús bűnöst felelősségre kívántak vonni.
1946 tavaszán, a Baloldali Blokk elnevezésű tömörülésre támaszkodva elérte, hogy közös harc induljon a munkásegység megteremtésére, a polgári pártok visszaszorítására. Még ebben az évben államosították a bányákat és törvényerőre emeltették a hároméves terveket.
1947-ben államosították az ország jelentős bankjait és a 100 főnél többet foglalkoztató ipari üzemeket.

## A hatalom megszerzése
Az 1945. évi országgyűlési választásokon a szavazatok 16,96%-át szerezte meg, 1947-ben pedig 22,25%-át, ezzel a Parlament legnagyobb pártjává vált. Az 1947-es választásokat nevezték „kékcédulás választás”-nak: aki a választás napján nem tartózkodott a lakóhelyén, az a választási bizottságtól elkért kék színű névjegyzék-kivonat segítségével bárhol szavazhatott az országban. Az MKP vezetése, felhasználva a Belügyminisztériumot és a Gazdasági Főtanács forrásait, nagyszámú hamis cédulát nyomtatott ki, majd ezeket kiképzett aktivisták segítségével – egy ember általában 10-20 szavazatot adott le – fel is használta a választások napján.
Gazdasági és társadalmi aktivitása, az elért gazdasági eredmények miatt 1948-ban lehetőség adódott a politikai paletta átrendezésére: az MKP magába olvasztotta a Nemzeti Parasztpártot, majd az MSZDP-vel való egyesülés eredményeként megalakította a Magyar Dolgozók Pártját.
A folyamat során Magyarország polgári pártjai olyan veszteségeket szenvedtek, hogy nem voltak képesek komoly ellenállást kifejteni az újonnan létrejött MDP-vel szemben, így az a politikai hatalom egyedüli birtokosává vált, és a Szovjetunió befolyására megindította a diktatúrát eredményező központosító folyamatokat. 

## Országgyűlési választásokon elért eredményei
| Választások | Szavazatok száma | Szavazatok aránya | Mandátumok száma | Mandátumok aránya | Parlamenti szerepe |
| ----------- | ---------------- | ----------------- | ---------------- | ----------------- | ------------------ |
| 1945-ös*    | 801 999          | 16,96%            | 70               | 17,11%            | kormánypárt        |
| 1947-es*    | 1 111 001        | 22,25%            | 100              | 24,33%            | kormánypárt        |

* Önálló eredményei, a Baloldali Blokk részeként
Megjegyzések
- 1947-ben csalással nyert választást. Lásd: kékcédulás választás
- 1948-1949-ben kiépítette az egypártrendszert, minden más pártot betiltott
- Utolsó utódpártja az MSZMP 1989-ig, a valódi demokráciát nélkülöző választások eredményeként volt hatalmon.
- 1989. október 7-én, a Magyar Szocialista Munkáspárt XIV. kongresszusán új párt létrehozásáról döntöttek. Demokratikus alapszabályt fogadtak el, az átlépők elhagyták a párt nevében szereplő „munkás” szót is. A Magyar Szocialista Párt jogutódként örökölte az állampárt vagyonát.